# Ambrož z Hradce
Ambrož z Hradce nebo Ambrož Hradecký († 1439) byl kněz z Hradce Králové, jedna z nejvýznamnějších osobností husitství, duchovní vůdce orebitů a později sirotků, horlivý prosazovatel Čtyř artikulů pražských.

## Život
Ambrož z Hradce byl knězem a farářem kostela sv. Ducha v Hradci Králové, blízkým spolupracovníkem Jana Želivského. V létě 1419 husité vyplenili dva kláštery a Ambrož byl z Hradce vykázán. Stal se duchovním vůdcem Orebského bratrstva, nazvaného podle vrchu Orebu nad Třebechovicemi. Po táboru lidu na Kunětické hoře 25. června 1420 dokázal Ambrož druhý den náhlým přepadem dobýt Hradec, který byl v té době v držení Zikmundova vojska. Na jaře 1421 však zvítězila umírněnější strana ochotná dohodnout se se Zikmundem a do čela města se dostal Diviš Bořek z Miletínka.
V dubnu 1423 otevřel Ambrož město Janu Žižkovi, který zde po rozchodu s Táborem našel pevnou základnu. Nazval jej Menším Táborem a řídil odtud svá vojska. Po Žižkově smrti doprovodil Ambrož v říjnu 1424 jeho mrtvé tělo k pohřbu v Hradci. Žižkovi věrní si ze zármutku dali jméno sirotci. Roku 1431 se Ambrož jako jeden z vyjednavačů vybraných kutnohorským sněmem účastnil basilejského koncilu.
Východočeský husitský svaz dlouho vytrvával v odporu proti útokům panské jednoty, stavěl se proti nástupu Zikmunda Lucemburského na český trůn a to i po odpadnutí Tábora v roce 1436. Roku 1437 však vypuklo povstání, hradečtí Ambrože vypudili z města a smířili se s králem. Ambrož našel útočiště před pronásledováním v Kolíně, kde v roce 1439 zemřel.